# I Know Who Killed Me
I Know Who Killed Me is een Amerikaanse dramatische misdaadfilm uit 2007, onder regie van Chris Sivertson, waarin Lindsay Lohan de dubbele hoofdrol speelt.

## Verhaal
De rustige plaats New Salem wordt geterroriseerd door een seriemoordenaar die jonge vrouwen ontvoert en martelt. Hij houdt ze één week gevangen en amputeert daarin hun ledematen vinger voor vinger terwijl hij ze bij bewustzijn houdt, voordat hij ze uiteindelijk vermoordt en hun lichamen dumpt. Wanneer Aubrey Fleming verdwijnt tijdens een avondje stappen met haar vrienden, blijkt zij zijn volgende slachtoffer. Terwijl de dagen voorbijgaan, probeert de FBI de seriemoordenaar zo snel mogelijk op te sporen om de getalenteerde pianist en ijverige schrijfster te redden van een marteldood.
Op een avond vindt een automobiliste een jonge vrouw in de berm van een verlaten weg. Zowel haar onderarm als -been is geamputeerd, maar ze leeft nog. Hulpverleners brengen haar met spoed naar een ziekenhuis. Aubrey's ouders Susan en Daniel waken aan haar bed terwijl zij af en toe bij bewustzijn komt. Als ze eindelijk in staat is om te praten, beweert ze dat ze een stripper genaamd Dakota Moss is en nog nooit van Aubrey gehoord heeft. Er lijkt sprake te zijn van een posttraumatische stressstoornis. Aubreys ouders en de politie kunnen niets anders doen dan wachten tot ze zelf besluit dat Dakota Moss een verzinsel is. Wanneer Susan en Daniel haar mee naar huis nemen, blijft ze niettemin volhouden dat ze Aubrey niet is.
Voor de FBI staat de ware toedracht helemaal vast wanneer een agente op de computer van Aubrey een verhaal vindt over een meisje met een alter ego dat luistert naar de naam Dakota. Dakota begint zelf te vermoeden dat ze de tweelingzus van Aubrey is. Om het tegendeel te bewijzen, laat Susan een video zien van een echografie die werd gemaakt tijdens haar zwangerschap, waaruit blijkt dat er één foetus in haar buik zat. Dakota is in de war en bang en krijgt last van visioenen van de seriemoordenaar. Ze raakt ervan overtuigd niet veel tijd meer te hebben om zowel zichzelf als Aubrey te redden.
Dakota confronteert Daniel met bewijs dat ze heeft gevonden van betalingen aan haar moeder en haalt hem zo over met haar mee op zoek te gaan naar de man die de echte Aubrey nog altijd heeft. Aubrey en Dakota blijken inderdaad tweelingzussen te zijn, dochters van de crackverslaafde Virginia Rose en geboren op hetzelfde moment als de dochter van Susan. Susans kind stierf bij de geboorte, waarop Daniel in het geheim Aubrey kocht en samen met Susan opvoedde als hun eigen kind. Door de jaren heen heeft hij Virginia hiervoor geld toegestuurd. Het blijkt dat Dakota en Aubrey een 'gestigmatiseerde tweeling' zijn, die een ongewone mentale connectie met elkaar hebben. Hierdoor delen ze pijn met elkaar en kunnen ze telepathisch communiceren. Daardoor liep Dakota zonder zichtbare reden dezelfde wonden op die de seriemoordenaar Aubrey heeft toegebracht. Dat Dakota nog leeft, betekent dat ook Aubrey nog niet dood is.
Dakota vindt een blauw lint van een pianowedstrijd bij het graf van Jennifer Toland, het vorige slachtoffer van de seriemoordenaar. Hierop staat een bericht van Jennifers (en Aubreys) pianoleraar. Dakota realiseert zich dat de leraar de seriemoordenaar is, die beide meisjes heeft ontvoerd nadat ze duidelijk maakten te stoppen met hun pianolessen. Dakota en Daniel komen in aanraking met de moordenaar. Terwijl ze deze proberen te overmeesteren, wordt Daniel gedood. Dakota weet Aubrey te vinden op de plek waar de moordenaar haar levend heeft begraven en bevrijdt haar.

## Rolverdeling
| Acteur            | Personage                  |
| ----------------- | -------------------------- |
| Lindsay Lohan     | Aubrey Fleming/Dakota Moss |
| Julia Ormond      | Susan Fleming              |
| Neal McDonough    | Daniel Fleming             |
| Brian Geraghty    | Jerrod Pointer             |
| Garcelle Beauvais | Agent Julie Bascome        |
| Spencer Garrett   | Agent Phil Lazarus         |
| Gregory Itzin     | Dr. Greg Jameson           |
| Kenya Moore       | Jazmin                     |
| Rodney Rowland    | Kenny Scaife               |
| Jessica Rose      | Marcia                     |
| Kelsey Arynn      | Anya                       |
| Bonnie Aarons     | Fat Teena                  |

## Productie
De opnamen van de film gingen van start op 16 december 2006. Nadat deze in februari 2007 afgerond waren, ging men uit van een release in 2008. Omdat de productie sneller verliep dan verwacht, vond in de Verenigde Staten en release plaats op 27 juli 2007. Drie dagen eerder werd Lohan gearresteerd voor rijden onder invloed. Ook werd er cocaïne in haar zakken gevonden. Om die reden kon Lohan geen promotie doen voor de film.

## Ontvangst

### Opbrengst
In het weekend dat de film in de Verenigde Staten werd uitgebracht, was de opbrengst van de film $3.500.000. De film wist uiteindelijk in de Verenigde Staten ongeveer $7.000.000 op te brengen, tegen een budget van $12.000.000. Wereldwijd wist de film $8.600.000 op te brengen.
De dvd van de film werd in de Verenigde Staten uitgebracht op 27 november 2007. Van die datum tot 16 december zijn de dvd-opbrengsten $6.800.000.

### Kritieken
Critici vielen de film aan op de acteerprestaties van Lindsay Lohan en voor zijn geweld. In de Verenigde Staten werd de film voornamelijk afgekraakt. Variety beschreef de film als pervers en noemde het een ramp en ook RottenTomatoes.com kraakte de film af. Op de filmwebsite IMDb had de film anno 28 maart 2008 een gemiddelde van een 3,6/10 uit ruim 12.000 stemmen. Bij de Golden Raspberry Awards 2007 kreeg de film acht Razzies, waaronder die voor slechtste film, slechtste regie, slechtste scenario en slechtste hoofdrolspeelster. Drie jaar na de verschijning werd I Know Who Killed Me genomineerd voor nog twee Razzies, te weten die voor slechtste film van het decennium en die voor slechtste actrice van het decennium (Lohan, tevens voor Herbie Fully Loaded en Just My Luck).